# 東京スカイツリータウン

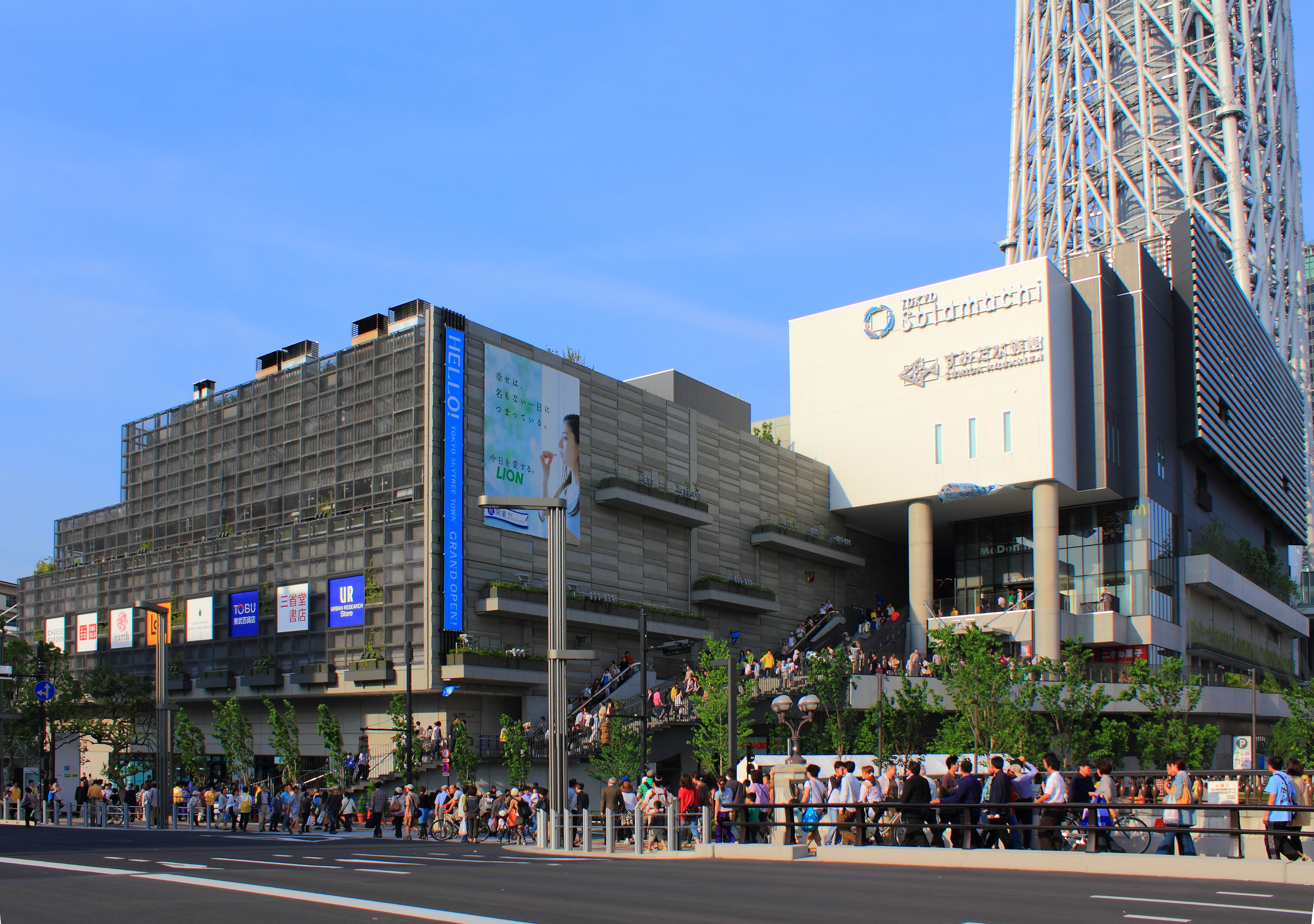
東京ソラマチとすみだ水族館

東京スカイツリータウン（とうきょうスカイツリータウン、Tokyo Skytree Town）は、東京都墨田区押上に所在する、東京スカイツリーを中心とする複合商業施設。2012年（平成24年）5月22日開業。東武鉄道が運営する。
とうきょうスカイツリー駅と押上駅に直結し、両駅を囲む東西長さ約400mのエリアに位置する。東京スカイツリーを中心に、商業施設「東京ソラマチ」とオフィスビル「東京スカイツリーイーストタワー」からなり、東京ソラマチには「すみだ水族館」と「コニカミノルタプラネタリウム天空 in 東京スカイツリータウン」なども入居する。

## 概要
- 所在地：東京都墨田区押上一丁目1番2号
- 施行：大成建設
- 運営：東武鉄道
- 延床面積：約230,000m²
- 商業施設：約52,000m² （開業時：全312店舗）
- 敷地面積：約36,900m²
- エレベーター数：50基

開業後1年間の予想来場者数は3,200万人であった。予想値は開業から約5ヶ月後である10月31日の第二4半決算時に4,400万人に上方修正された が、最終的な実績値は、上方修正された予想値を上回る約5,080万人となった。

## 歴史
- 2008年（平成20年）7月14日 - 着工。
- 2012年（平成24年）
  - 3月2日 - 竣工。
  - 3月17日 - 業平橋駅をとうきょうスカイツリー駅に改称[2]。
  - 5月22日 - 開業[3]。
  - 5月26日 - 来場者数100万人達成[4][5]。
  - 7月19日 - 来場者数1,000万人達成[6]。
- 2013年（平成25年）5月14日 - 来場者数5,000万人達成[7][8]。
- 2014年（平成26年）9月17日 - 来場者数1億人達成[9]。
- 2015年（平成27年）5月22日 - 開業3周年[10]。
- 2017年（平成29年）
  - 3月29日 - 東京都環境確保条例において低炭素熱の熱供給施設（東武エネルギーマネジメント 提供）が評価され、トップレベル事業所に認定[11][13][14]。
  - 5月22日 - 開業5周年[15][16]。
  - 10月8日 - 来場者数2億人を達成[17]。

## 東京スカイツリータウンを構成する主な施設
東京スカイツリー（電波塔）
高さ634m、電波塔としては高さ世界一となる。高さ350mと高さ450m地点に展望台が設置される。
東京ソラマチ（商業施設）
東武鉄道全額出資による管理会社東武タウンソラマチ株式会社が運営。延床面積約52,000m²、312店舗。
東京スカイツリーイーストタワー（オフィス・教育関連施設）
貸室面積約25,300m²、地上31階の高層棟。
コニカミノルタプラネタリウム天空 in 東京スカイツリータウン
多機能型ドームシアター。
すみだ水族館
西街区に開設の都市型水族館。
とうきょうスカイツリー駅
東京スカイツリータウンの西側に位置する最寄り駅。
押上駅
東京スカイツリータウンの東側に位置する最寄り駅。
東京スカイツリータウンバス停
スカイツリー1階の団体フロアエントランス前のロータリーに位置するバス停。東武バスが運営する「スカイツリーシャトル」、各方面行き高速バスが発着する。「墨田区内循環バス」北西部ルートは経路が変更され、休止中。